# Le gendre parfait
 (mai 2024).
La mise en forme du texte ne suit pas les recommandations de Wikipédia : il faut le « wikifier ».
Les points d'amélioration suivants sont les cas les plus fréquents. Le détail des points à revoir est peut-être précisé sur la page de discussion.
- Les titres sont pré-formatés par le logiciel. Ils ne sont ni en capitales, ni en gras.
- Le texte ne doit pas être écrit en capitales (les noms de famille non plus), ni en gras, ni en italique, ni en « petit »…
- Le gras n'est utilisé que pour surligner le titre de l'article dans l'introduction, une seule fois.
- L'italique est rarement utilisé : mots en langue étrangère, titres d'œuvres, noms de bateaux, etc.
- Les citations ne sont pas en italique mais en corps de texte normal. Elles sont entourées par des guillemets français : « et ».
- Les listes à puces sont à éviter, des paragraphes rédigés étant largement préférés. Les tableaux sont à réserver à la présentation de données structurées (résultats, etc.).
- Les appels de note de bas de page (petits chiffres en exposant, introduits par l'outil «  Source ») sont à placer entre la fin de phrase et le point final[comme ça].
- Les liens internes (vers d'autres articles de Wikipédia) sont à choisir avec parcimonie. Créez des liens vers des articles approfondissant le sujet. Les termes génériques sans rapport avec le sujet sont à éviter, ainsi que les répétitions de liens vers un même terme.
- Les liens externes sont à placer uniquement dans une section « Liens externes », à la fin de l'article. Ces liens sont à choisir avec parcimonie suivant les règles définies. Si un lien sert de source à l'article, son insertion dans le texte est à faire par les notes de bas de page.
- La présentation des références doit suivre les conventions bibliographiques. Il est recommandé d'utiliser les modèles {{Ouvrage}}, {{Chapitre}}, {{Article}}, {{Lien web}} et/ou {{Bibliographie}}. Le mode d'édition visuel peut mettre en forme automatiquement les références.
- Insérer une infobox (cadre d'informations à droite) n'est pas obligatoire pour parachever la mise en page.

Pour une aide détaillée, merci de consulter Aide:Wikification.
Si vous pensez que ces points ont été résolus, vous pouvez retirer ce bandeau et améliorer la mise en forme d'un autre article.
Le gendre parfait, de son véritable titre Jamai Raja , est une série télévisée indienne en 701 épisodes de 22 minutes, créée par Akshay Kumar, et diffusée entre le 4 août 2014 et le 3 mars 2017 sur Zee TV.
Dans les pays francophones, elle a été pour la première fois diffusée le 23 décembre 2020 (lundi-vendredi) sur Zee Magic.

## Synopsis
Siddharth Khuranna (Ravi Dubey), un riche hôtelier, assume la responsabilité de réparer la relation conflictuelle entre sa femme indépendante, Roshni Patel (Nia Sharma), et sa belle-mère célibataire et entreprenante, Durga Devi (Achint Kaur). Dans la seconde saison, l'histoire s'axe de plus en plus sur Sid et Roshni, alors que leur foyer vole en éclat à la suite du meurtre de DD.
La saison 3 fait un bond de 20 ans dans le temps, et narre l'histoire de Karanvir Khuranna (interprété par Ravi Dubey), le fils de Roshni et Sid, adopté par sa nourrice Gangu qui le nomme Satya. Contrairement à la première saison, ici il est question pour lui de préserver son intérêt amoureux, Mahi Sengupta, de sa belle-mère Payal.

### Saison 1
Le jeune homme d'affaires Siddharth dit Sid Khuranna rentre en Inde en espérant y trouver l'amour. Le jour de son arrivée, à deux moments distincts, il fait la connaissance de la célèbre critique de mode snob, Durga Devi dit DD Patel, et de sa fille Roshni qui à l'inverse déteste les riches. Pour donner une leçon à l'un et plaire à l'autre, il s'invente l'identité d'un pauvre homme mal élevé, appelé Siddharth Kukreja.
Le temps passe. Roshni tombe amoureux de Sid sans se rendre compte de quel est vraiment son statut, et le présente à sa famille. Durga qui reconnaît Sid comme l'insolent qui lui manque de respect à chaque rencontre, est tout de suite contre cette relation, ce qui crée des tensions chez les Patel. Afin de réconcilier la mère et la fille, Sid décide de jouer le jeu à fond, allant même jusqu'à entraîner ses parents, Raj et Simran, à faire semblant de mener une vie précaire et à devenir le domestique de DD pour se faire accepter. 
Le mensonge de Siddharth dure un long moment. Mais étant donné que toute chose a une fin, la vérité est sur le point d'éclater quand Rajveer entre dans sa vie. En effet, cet homme, s'avérant être d'une malhonnêteté incroyable, est à la fois le fiancé de Samaira, la cousine de Roshni, et le fiancé de Kritika, sa propre demi-soeur. Il se sert d'elle pour gagner la confiance de DD puis de Simran, de telle sorte à les monter l'une contre l'autre. Et, suite à un incident pour lequel il accuse les Patel d'être responsable, Simran débarque chez eux et expose toute la vérité sur leur identité. Pour finir, elle utilise les titres de propriété que DD a confié à Sid pour les chasser tous de leur propre maison.
Roshni ignorant complètement les raisons pour lesquelles Sid lui a menti, se sont trahi et romp avec elle. Alors que sa mère et les autres membres de sa famille décident de recommencer à gagner le respect et la notoriété qu'ils ont perdu, elle décide de prendre un nouveau départ à l'étranger.
6 mois plus tard
Sid a passé des mois à rechercher Roshni. Quand son détective signalé sa présence à Bangkok, il s'empresse pour y aller. Et là, il découvre que Roshni n'est plus seul dans sa vie, étant donné qu'il y a un certain Yash la courtise.
Pendant ce temps, Simran a fait de Rajveer le PDG des entreprises Khuranna et lui fait une confiance aveugle. Mais à son insu, le jeune homme les extorque et continue de plus belle de laver le cerveau de Kritika. Le temps passant, Roshni décide de rentrer étant donné que Sid l'a retrouvé. Yash l'accompagnant, elle est encore une fois suivi par son mari amoureux. Déterminée à le séparer d'elle, Durga décide de donner un coup de main à Yash pour conquérir le cœur de sa fille.
Étant donné que l'amour triomphe toujours, Sid parvient un jour à se faire pardonner de Roshni et même à passer une nuit d'amour avec elle. Tout semblait parfait pour qu'ils se réconcilient jusqu'à ce que Rajveer, aidé de Kritika, font croire à Roshni que Sid l'a mise dans son lit à la suite d'un défi. Énervé, la jeune femme déverse sa colère sur lui une fois de trop. 
Le couple de protagonistes finit donc au tribunal pour une demande de divorce. Mais parce qu'ils ont consommé leur union plus tôt, le procureur les oblige à passer un mois ensemble pour avoir la confirmation de leur désir de divorcer. Entre-temps la grand-mère capricieuse de Sid débarque et tout le monde, y compris Roshni, sont obligés de se plier à sa volonté quitte à devenir la belle-fille idéale.
Bientôt Roshni et Sid se réconcilient de nouveau, et cette fois-ci ils décident de de se débarrasser de la source de leur problème ensemble c'est-à-dire Rajveer. Ce dernier finit par kidnapper Roshni un jour, et pour la sauver en conséquence, DD le tue en lui tirant dessus. Kritika, toujours bercé d'illusion, décide de venger son fiancé en faisant arrêter DD seulement pour retirer sa plainte plus tard, non pas à la demande de Sid mais pour faire croire à tout le monde qu'elle a changé.
Pour séparer Roshni et Sid, Kritika et Simran unissent leur force et font venir de l'étranger Mihika, la meilleure amie de Sid, pour courtiser le jeune homme. En même temps, le père de Roshni, Shiv, refait surface, amnésique. Après qu'on l'ait aidé à recouvré la mémoire, il demande de l'aide à Sid pour se réconcilier avec sa femme et sa fille. Sur le point d'y parvenir, il est toutefois tué par Mihika qui révèle son vrai visage, suite à un incident pour lequel elle a prétendu avoir perdu la tête. Par la suite, elle fait accuser Kritika du meurtre, d'où DD la fait arrêter et lui fait comprendre à cet effet toutes ses erreurs.
Grâce à son état d'instabilité mentale qu'elle a tissé de toute pièce, Mihika est parvenu à obtenir de Sid le souhait de l'épouser. Elle était à deux doigts d'obtenir ce qu'elle voulait quand finalement les protagonistes se rendent tous ensemble compte de sa supercherie. Elle finit arrêté.
Les jours qui suivent, tout se passait comme sur ses roulettes jusqu'à ce que Shabnam et Ayesha, les filles illégitimes de Shiv, entrent dans leur vie. Alors que l'une devient stagiaire dans l'industrie de DD, l'autre devient par hasard si proche de Roshni et Sid qu'ils décident de l'adopter, sachant qu'ils ont fini par perdre leur premier enfant avant même de naître. Plus tard, Shabnam est aussi accueilli chez DD, ceci étant une erreur fatale vu que Shabnam est machiavélique. Elle obtient d'une manière sournoise les titres de propriété de sa famille, porte des accusations d'agression à l'encontre de Sid et va même jusqu'à le tuer et à faire porter le chapeau à DD.
6 mois plus tard
Shabnam règne en maîtresse sur les biens de DD qui est désormais en prison. Par hasard, Roshni rencontre le supposé sosie de Siddharth, un certain garagiste du nom de Raghu qui est tout le contraire de lui tant par ses manières que par sa façon de parler.
Persuadé que Raghu sera utile dans sa mission de chasser Shabnam de sa vie, Roshni le ramène avec elle. Elle l'aide à usurper l'identité de Sid pour faire croire qu'il est encore vivant et donc faire sortir DD de prison. Shabnam, sachant qu'il a affaire à Raghu, ne sait quoi faire quand le spectre de Sid se manifeste pour la hanter. Elle ignore que tout ceci est une manigance de Raghu qui se révèle être en réalité Sid, le seul et l'unique.
Grâce à ce plan-là, Shabnam finit par avouer ses crimes a la police et se fait arrêter. Hélas les réjouissances ne sont que de courte durée parce que le lendemain de cet arrestation, une drôle de famille venue exprès du Rajasthan débarque en réclamant leur belle-fille en la personne de Roshni. Il s'avère alors que celle-ci a été marié dans son enfance par un certain Kunal et que la grand-mère de ce dernier fait chanter la sienne sous prétexte que Roshni était un bébé échangé à la naissance, ce qui est faux.

## Casting

### Principal
- Ravi Dubey dans le double-rôle de Siddarth dit Sid Khuranna - L'époux de Roshni ; le fils de Simran et Raj Khuranna et le beau-fils de Durga Devi "DD" Patel
  - Karanvir Khuranna (Satya) - Le fils biologique de Sid et Roshni ; le fils adoptif de Gangu et l'époux de Mahi Sengupta
- Nia Sharma dans le rôle de Roshni Patel (saison 1-2)
- Shiny Doshi dans le rôle de Mahi Sengupta - L'époux de Karanvir Khuranna et la fille de Neil et Ria Sengupta

### Personnages secondaires
- Achint Kaur dans le rôle de Durga Devi dit DD Patel (saison 1) - épouse de Shiv ; mère de Roshni et Rohan ; belle-mère de Siddharth ; belle-mère de Shabnam et Ayesha ; grand-mère de Karanvir ; belle-grand-mère de Kareena
- Mouli Ganguly dans le rôle de Payal Walia Sengupta (saison 2-3) - La sœur aînée de Ria ; la deuxième épouse et veuve de Neil ; la belle-mère de Mahi ; la belle-mère de Karanvir ; la mère de Koyal et Shyom
- Sanjay Swaraj dans le rôle de Raj Khurana - le veuf de Simran ; Le père de Siddharth, le beau-père de Kritika ; Grand-père de Karanvir
- Shruti Ulfat dans le rôle de Simran Khurana (saison 1-2) -L'épouse de Raj ; La mère de Siddharth et Kritika ; Grand-mère de Karanvir
- Isha Sharma/ Varsha Usgaonkar (saison 3) dans le rôle de Kritika Khurana -.la veuve de Rajveer ; la femme de Bunty ; la mère d'Aryen; la fille de Simran ; la belle-fille de Raj ; la demi-soeur de Siddharth ; Tante de Karanvir
- Apara Mehta dans le rôle de Nani Maa (saison 1) - la mère de Durga Devi ; Grand-mère de Roshni
- Darpan Shrivastava dans le rôle de Kesar Patel (saison 1-2) - Shiv, le frère de Mona et Babloo ; le mari de Resham ; Roshni, Rohan, Samaira, Ayesha et l'oncle de Shabnam
- Delnaaz Irani / Tanaaz Irani dans le rôle de Resham Patel (saison 1)- L'épouse de Kesar
- Aaryaa Sharma dans le rôle de Mona Patel (saison 1) - la mère de Samaïra ; la sœur de Shiv ; La tante de Roshni, Rohan, Ayesha et Shabnam
- Reyhna Malhotra dans le rôle de Samaira Patel (saison 1) - la fille de Mona; L'ex-femme de Rajveer ; la femme de Yash ; Cousin de Roshni, Rohan, Ayesha et Shabnam
- Gautam Sharma dans le rôle de Babloo Patel ; le fils de Mona; le frère de Rohan ; Roshni, Samaira, Ayesha et le cousin de Shabnam ; Le mari de Pratima
- KC Shankar dans le rôle de Shiv Patel (saison 1) - le mari de Durga ; Mona, le frère de Kesar et Babloo ; Le père de Roshni, Rohan, Ayesha et Shabnam ; l'oncle de Samaïra ; Le grand-père de Karanvir et Kareena
- Delissa Mehra dans le rôle d'Ayesha Patel (saison 1) ; la fille de Shiva ; la belle-fille de Durga ; la demi-sœur de Roshni et Samaria ; la sœur de Shabnam

## Épisodes
| Saison | Saison | Épisodes | Inde            | Inde          |
| Saison | Saison | Épisodes | Début de saison | Fin de saison |
| ------ | ------ | -------- | --------------- | ------------- |
|        | 1      | 471      | 4 août 2014     | 3 mai 2016    |
|        | 2      | 84       | 4 mai 2016      | 10 août 2016  |
|        | 3      | 146      | 11 août 2016    | 3 mars 2017   |

## Reboot
En 2017, un spin-off en ligne intitulé Jamai 2.0 a fait ses débuts sur ZEE5 avec les membres du casting de la première heure dont Ravi Dubey , Nia Sharma et Achint Kaur reprenant leurs rôles. Inédite dans tous les pays étrangers, il a été renouvelé pour une seconde saison en 2019.
La série aborde un thème plus sombre, où la romance en elle-même est quasi-inexistente. Les personnages de Roshni et Sid se vouent une attirance physique, non censuré à l'écran contrairement à la série principale.